# حزئيل
حزئيل أو حزإل هو ملك آرام دمشق من حوالي 841 إلى حوالي 796 قبل الميلاد. الاسم يعني «الله يرى». اسم بالأكدية 𒄩𒍝𒀪𒀭 حا-زا-ء-يلو وبالارامية חזאל حزال بالعبرية חֲזָהאֵל حزهال، ويكتب اسم حزائيل في ترجمات الكتاب المقدس للعربية

## حزئيل في الكتاب المقدس

### وفاة هدد عزر
أرسل هدد عزر منذ أن كان مريضا حزئيل إلى النبي اليشع لمعرفة المزيد عن المسار الإضافي لمرضه. قال إليشع لحزئيل إن هدد عزر سيتحسن، لكنه سيموت بعدها. كذلك تنبأ اليشع بأن حزئيل سيصر ملكًا جديدًا وبالحرب اللاحقة ضد مملكة إسرائيل.
بعد عودته إلى هدد عزر، أبلغه حزئيل عن الشفاء بحسب النبوءة. لكنه لم يخبره ببقية كلمات النبوءة. الوصف التالي لوفاة هدد عازر غير واضح: سفر الملوك الثاني الأصحاح 8 :«14 فانطلق من عند اليشع ودخل إلى سيده فقال له ماذا قال لك اليشع.فقال قال لي انك تحيا. 15 وفي الغد أخذ اللبدة وغمسها بالماء ونشرها على وجهه ومات وملك حزائيل عوضا عنه». ليس من الواضح تمامًا من الذي أخذ اللبدة اهو حزئيل و «على وجهه» إن كان المقصود الملك )، حتى وإن كان السياق يفهم منه ذلك.
بعد وفاة هدد عزر، صار حزئيل الملك الجديد.

### الحرب ضد يورام ملك يسرائيل
في نفس الوقت الذي قام فيه ياهو ضد يهورام ملك إسرائيل وأخزيا ملك يهوذا وقتلهما، شن حزئيل حربًا ضد مملكة إسرائيل ، ونتنصر بها في النهاية.

### الحرب ضد يواش ملك يهوذا
نحو السنة 23 لحكم يوآش ملك يهوذا  قاد حزئيل حملة ضد مملكة يهوذا. وبعد أن هزم جت، صارت اورشليم هدفه التالي. وبتسليم كنوز المعبد ودفع الجزية، تمكن يوآش من إنهاء الحرب وبالتالي أصبح تابعًا لحزئيل

## حزئيل التاريخي

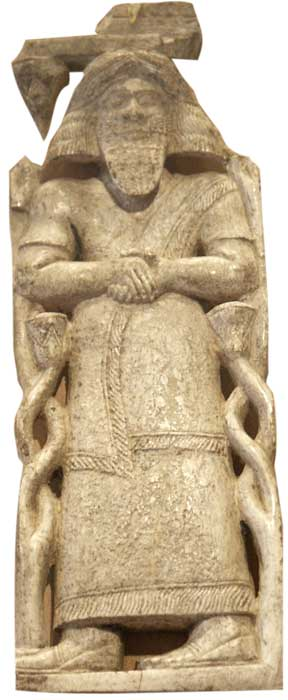
من عاجيات حداتو نحت نافر على الأرجح للمك حزئيل

نصّب حزئيل نفسه ملكًا بين الأعوام 18 و 20 لحكم شلمنصر الثالث. وذكر بصفته كذلك في النقوش شلمنصر (المسلة السوداء، تمثال كوربئيل).
في نقش شلمنصر الثالث. يشار إلى حاصل بأنه «ابن لا أحد»، مما قد يشير إلى أنه ربما جاء في انقلاب ضد بن هدد الثاني. (أداد إدري) إلى السلطة أو اعتلى العرش بشكل غير قانوني بعد وفاته. بالتأكيد لم يأت من العائلة المالكة لبن هدد الثاني، على الرغم من أنه يدعي أنه «ابن بن هدد» في نقش تل دان المكسور. يصف النقش الذي عثر عليها في تل دان في عام 1993 الانتصار في السنة الأولى لحكمه على يهورام ملك إسرائيل وأحزيا ملك يهوذا. وحسب كلماته، فإنه قتل الملكين أثناء القتال.
جلبت القوة المتنامية لدمشق أشور إلى مكان الحادث. من خلال ائتلاف آشوري، هُزم حزئيل عام 838 ق.م مقابل شلمنصر الثالث. إلا أن دمشقولم تدمر بعد أن حاصرها الجيش الآشوري بنجاح. وبم تشن حملات أخرى من قبل شلمنصر الثالث.. ضد حزئيل. في السنوات الأخيرة من حكم شلمنصر الثالث. وفي عهد شمشي أدد الخامس. (823 إلى 811 ق.م) كان حزئيل قادرا على بسط حكمه على فلسطين وأجزاء كبيرة من سوريا وربما تجاوز الفرات وفقا للنقوش الآرامية.
خلف حزئيل ابنه بن هدد الثالث. الذي امتد نفوذه إلى شرق الأناضول.

## المؤلفات
- F. Bron، A. Lemaire: Les النقوش araméennes de Hazael. في: Revue d'Assyriologie et d'Archéologie Orientale. PAris 83.1989، ص 35-44. ISSN 0373-6032
- I. Eph'al, J. Naveh: Hazael's booty inscriptions. في: مجلة استكشاف إسرائيل. القدس 39.1989، ص 192 - 200. ISSN 0021-2059
- A. K. Grayson: Assyrian rulers of the First Millennium BC (858-745). مطبعة جامعة تورونتو، تورونتو 1996، ISBN 0-8020-5965-1
- A. Jepsen: Israel und Damaskus.. في: أرشيف الدراسات الشرقية. غراتس 14.1941-1945، ص.153-172. ISSN 0066-6440
- Brad E. Kelle: What’s in a name? Neo-Assyrian designations for the Northern Kingdom and their implications for Israelite history and Biblical interpretation. في: مجلة الأدب الإنجيلي. أتلانتا 121.2002.4، ص 639-666. ISSN 0021-9231
- J. Kinnier-Wilson: The Kurba’il statue of Shalmaneser III. في: العراق. لندن 24.1962، ص 90-115. ISSN 0021-0889
- Jeffrey Kah-jin Kuan: Neo-Assyrian historical inscriptions and Syria-Palestine . معهد اللاينس للكتاب المقدس، هونغ كونغ 1995، ISBN 962-7997-10-2
- H. Pognon: Inscriptions semitiques de Syrie, de Mesopotamie et de la region de Mossoul. مطبوعات وطنية، باريس 1907.
- J. Strange: Joram, King of Israel and Judah. في: Vetus Testamentum (VT). ليدن 25.1975. ISSN 0042-4935
- Dietz Otto Edzard: Geschichte Mesopotamiens. C.H.Beck، ميونيخ 2004، ISBN 3-406-51664-5

## هوامش
1. ↑   https://books.google.com/books?id=vpgsDQAAQBAJ&pg=PA585. {{استشهاد ويب}}: |url= بحاجة لعنوان (مساعدة) والوسيط |title= غير موجود أو فارغ (من ويكي بيانات) (مساعدة)
2. ↑  2 مل 8: 7-8
3. ↑  2 مل 8: 10-13
4. ↑  "2 Kings 8" (بenglisch). Bible Hub. Archived from the original on 2020-05-22. Retrieved 2019-06-21.{{استشهاد ويب}}:  صيانة الاستشهاد: لغة غير مدعومة (link)
5. ↑  2 مل 8: 15
6. ↑  2 مل 10: 32-33
7. ↑  2 اخ 22: 15
8. ↑  2 مل 12: 7 و 12: 18-19
9. ↑  2 مل 12: 19